# Глобальная вычислительная сеть
Глобальная вычислительная сеть, ГВС (англ. wide area network, WAN) — компьютерная сеть, охватывающая большие территории и включающая большое число узлов, возможно находящиеся в различных городах и странах.
По территориальному признаку сети классифицируют следующим образом:
- Глобальные сети — WAN.
- Городские сети — Metropolitan Area Networks (MAN). Предназначены для обслуживания территории крупного города — мегаполиса.
- Корпоративные (сети организаций, предприятий) — Enterprise Wide Networks (EWN). Объединяют большое количество компьютеров в территориально распределенных филиалах отдельного предприятия. Корпоративные сети могут быть сложно связаны и покрывать город, регион или даже континент.
- Локальные — Local Area Networks (LAN). К локальным сетям относятся сети компьютеров, сосредоточенные на небольшой территории (обычно в радиусе 1—2 км). В общем случае локальная сеть представляет собой коммуникационную систему, принадлежащую одной организации.
- Персональные — Personal Area Networks (PAN). К персональным сетям относятся сети, предназначенные для взаимодействия устройств, принадлежащих одному владельцу на небольшом расстоянии (обычно до 10 м).

Глобальные вычислительные сети служат для объединения разрозненных сетей так, чтобы пользователи и компьютеры, где бы они ни находились, могли взаимодействовать со всеми остальными участниками глобальной сети.
Именно при построении глобальных сетей были впервые предложены и отработаны многие основные идеи, лежащие в основе современных вычислительных сетей. Такие, например, как многоуровневое построение коммуникационных протоколов, концепции коммутации и маршрутизации пакетов.
Глобальные компьютерные сети очень многое унаследовали от других, гораздо более старых и распространенных глобальных сетей — телефонных. Главное технологическое новшество, которое привнесли с собой первые глобальные компьютерные сети, состояло в отказе от принципа коммутации каналов, на протяжении многих десятков лет успешно использовавшегося в телефонных сетях.
Некоторые глобальные вычислительные сети построены исключительно для организаций, другие являются средством коммуникации корпоративных ЛВС с сетью Интернет или посредством Интернет с удалёнными сетями, входящими в состав корпоративных. Чаще всего ГВС опирается на выделенные линии, на одном конце которых маршрутизатор подключается к ЛВС, а на другом коммутатор связывается с остальными частями ГКС. Основными используемыми протоколами являются TCP/IP, SONET/SDH, MPLS, ATM и Frame relay. Ранее был широко распространён протокол X.25, который может по праву считаться прародителем Frame relay.

## Описание
Глобальные вычислительные сети связывают компьютеры, рассредоточенные на расстоянии сотен и тысяч километров. На начальных этапах развития компьютерных сетей для построения WAN использовались уже существующие не очень качественные линии связи. В этом случае, более низкие, чем в локальных сетях, скорости передачи данных (десятки килобит в секунду) ограничивали набор услуг передачей файлов, преимущественно не в оперативном, а в фоновом режиме, с использованием электронной почты. В то же время, для стойкой передачи дискретных данных применяются более сложные методы и оборудование, чем в локальных сетях.
В 2010-е годы разрыв между WAN, MAN и LAN по скоростям доступа и качеству все больше уменьшался, поэтому появилась возможность передачи высококачественного медиаконтента, в том числе в режиме реального времени, что стимулировало рост интернет-компаний и сервисов по всему миру (Skype, Zoom, Youtube, Instagram, Twitch, etc.).

## Отличие глобальной сети от локальной
Глобальные сети отличаются от локальных тем, что глобальные сети рассчитаны на неограниченное число абонентов на большой географической территории.
В глобальных сетях намного более важно не качество связи, а сам факт её существования. Правда, в настоящий момент уже нельзя провести четкий и однозначный раздел между локальными и глобальными сетями. Большинство локальных сетей имеют выход в глобальную сеть, но характер переданной информации, принципы организации обмена, режимы доступа к ресурсам внутри локальной сети, как правило, сильно отличаются от тех, что приняты в глобальной сети. И хотя все компьютеры локальной сети в данном случае включены также и в глобальную сеть, специфику локальной сети это не отменяет. Возможность выхода в глобальную сеть остается всего лишь одним из ресурсов, поделенным пользователями локальной сети.

## Крупнейшие глобальные компьютерные сети
- Internet
- FidoNet